# Asztély
Asztély (ukránul Астей [Asztej]) község Ukrajnában, Kárpátalján, a Beregszászi járásban.

## Nevének eredete
Az „Asztély” helységnév magyar eredetű, puszta személynévből keletkezett magyar névadással. Az alapjául szolgáló személynév Kiss Lajos szerint valószínűleg szláv (a szerbhorvát Osztoj személynév (HASz. 9:275)).
További névváltozatai: 1489-ben „Azthe” (ZichyOkm. 11:504), 1542-ben „Azthe” (Conscr. Port.), 1544-ben „Azte”, 1550-ben, 1552-ben és 1566-ban „Azthe”, 1570-ben „Aszte” (Conscr. Port.), 1773-ban „Asztej”, 1808-ban „Asztéj”, 1851-ben Fényes Eleknél, majd 1864-1865-ben Pesty Frigyesnél, továbbá 1913-ban „Asztély”, 1925-ben „Astely”, 1930-ban „Astel’” (ComBer. 101-2), 1944-ben „Asztély”.
1946-ban a falu nevét „Luzsanka”-ra (Лужанка) változtatták, ennek jelentése „kis rét, rétecske”. 1983-ban „Лужанка” (ZO), 1991-ben „Астей”. 1991-ben a beregi helységek közül elsőként kapta vissza történelmi magyar nevét.

## Fekvése
Beregszásztól 6 km-re délnyugatra, a Beregszászi járás déli részén, közvetlenül az ukrán-magyar határon fekszik. A falu határában 1988 óta működik határátkelő a magyarországi Beregsurány felé, amely mára nemzetközivé vált.

## Története
Asztély nevét 1359-ben először a Kállay-levéltár egyik oklevele említette „Aztei” néven.
Asztély a Tisza árterén helyezkedett el, ezért komolyabb település nem alakulhatott ki itt egy darabig. A községet 1378-ban a Macsolai család birtokaként jegyzik. A 14-15. században a Búlcsúi, Lónyai, Lipóczi, Újhelyi, Tarnóczi, Mathuznai, Perényi és Telekdi családok uradalmának részét képezte.

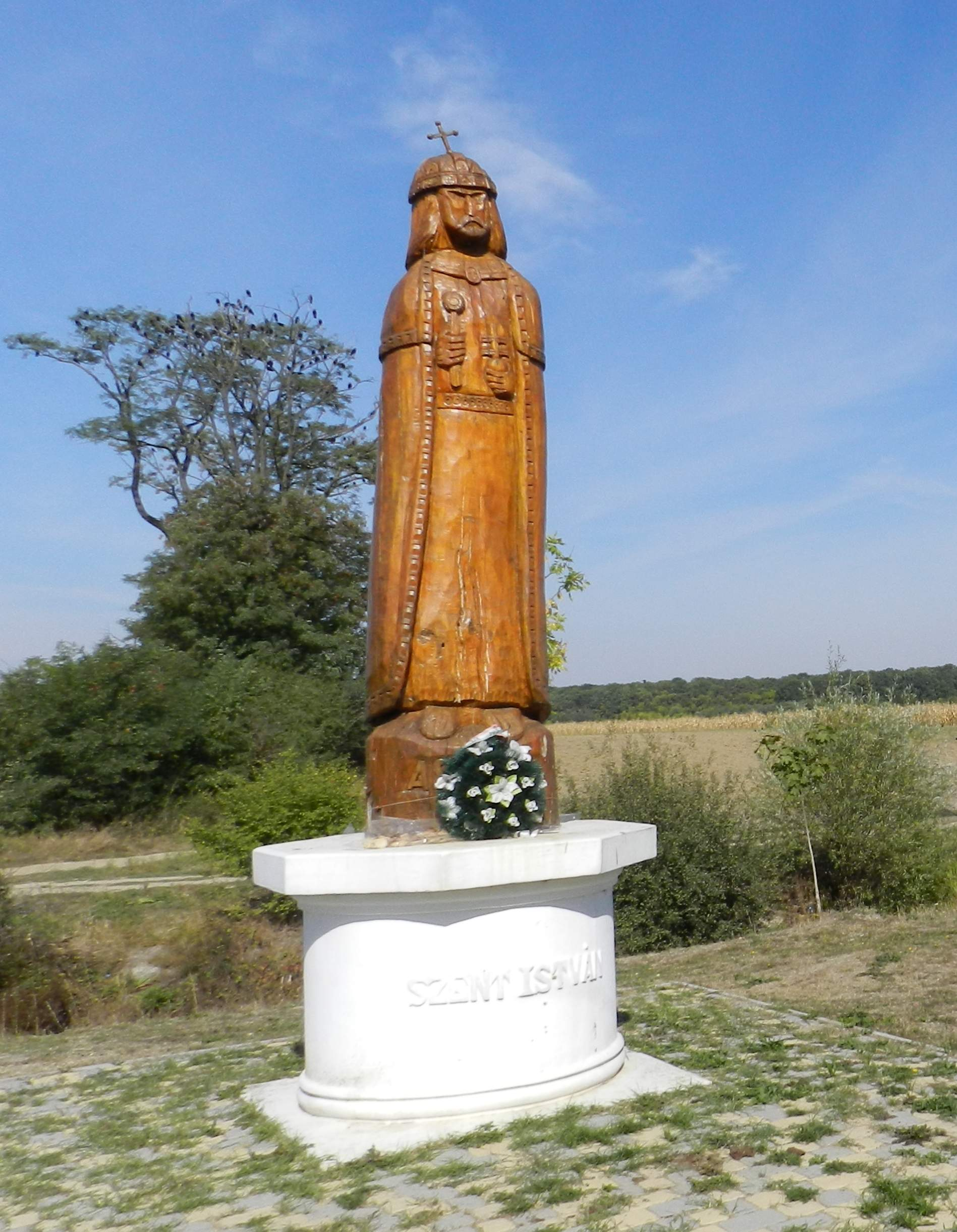
Szent István-szobor

A reformáció során a település a református hitre tért át. 1708-ig a község Beregsurány filiája volt, majd önálló egyházzá alakult. 1763-ban a gyülekezet korábbi fatemplomát megújította.
A 18. század végén Vályi András így ír róla: „AT. Asztaj. Elegyes magyar falu Bereg Vármegyében, birtokosai több Uraságok, lakosai reformátusok, fekszik a’ Tisza háti kerűletben, földgye termékeny, hasznos réttyei is vagynak, épűletre, ’s tűzre fája elég, piatzozása Munkátson, és Beregszázon közel, a’ hol vagyonnyait eladhattya, szőlő hegyei is vagynak közel, de mivel legelője szoross, és malma sintsen, földgyeit pedig a’ víz néha károsíttya, második Osztálybéli.”
1829-ben új kőtemplom épült a településben.
Fényes Elek 1851-ben kiadott geográfiai szótárában így ír a faluról: „Asztély, magyar falu, Bereg vgyében, Bereghszászhoz 1 1/2 órányira: 16 r. kath., 258 ref., 15 zsidó lak. Ref. szentegyház. Földe fekete és termékeny; rétjei jók; erdeje derék; legelője szük. F. u. Pogány, Bay.”
A trianoni békéig Bereg vármegye Tiszaháti járásához tartozott.  Az első világháborút követően a községet a mesterségesen létrehozott Csehszlovákiához csatolták. Az első bécsi döntéssel 1938 és 1944 között ismét Magyarország része lett. 1944 őszén a szovjet csapatok megszállták, ennek következtében 1945-ben a Szovjetunióhoz került.
A 20. század pusztítása közül messze a legnagyobb számban a sztálini terror érintette a települést. Az elhurcolt lakosság kétharmada (43 fő, a falu lakosságának mintegy 10%-a) vált biztosan a szovjet terror áldozatává.
1958-ban Macsolához csatolták a falut. Majd 1988-ban határátkelőt kapott, amely az első jelentősebb beruházásnak számított a falu szovjet történetében. Ukrajna 1991-es függetlenedését követően a nagyrészt Beregszászba ingázó lakosság hirtelen állás nélkül maradt, amely következtében megindult az elvándorlás Ukrajna belső területei és Magyarország felé.
2003-ban önállósult a község, népességszáma stabilizálódott.

## Népesség
A népesség nagy része magyar nemzetiségű és református vallású. A település lakóinak többsége máshol keres állást, elsősorban Beregszászban vagy Magyarország bármely részén.

## Gazdaság
A helyben dolgozó lakosok legnagyobbrészt a mezőgazdaságból élnek. A jellemző termesztett növények a gabona mellett a zöldségek (paprika, uborka), de az állattartás (sertés, szarvasmarha) is jelentős. A településen található határátlépő a munkalehetőség mellett terepet biztosít a falu vendéglátóhelyeinek működésére.

## Testvértelepülései
- Beregsurány, Magyarország[4]
- Bezedek, Magyarország